# ادراك الله (مهير بابا)
إن إدراك الله ، وفقاً لمهير بابا، هو أعلى حالة وعي وهدف ومصير لكل النفوس في الخلق. النفس التي تدرك الله تختبر قوة الله اللامحدودة والمعرفة والنعيم باستمرار.

## الأنا يمنع النفوس من إدراك الله
ما يبعد الإنسان من الوصول إلى هذه الحالة من الوعي هو الأنا، التماهي بالذات الكاذبة. في نهاية المطاف يضمحل الأنا من خلال التعبير عن نفسها في العديد من التجارب الحياتية (تناسخ الأرواح (، وأخيرا تختفي تماما في كامل الذات أو في إدراك الله.. كما يقول: 
«إدراك حقيقة الخلق بأنه لها معان أعمق مما يمكن إدراكه، لدى مدركوا كل العصور الزمن الكافي ليوجهوا العالم لحقيقة آن لفترة وجيزة على الأرض، يمكن تحديد بنفسه بحسب الخواس، لكن مراده الأعلى هو إدراك الله.»

## الهدف من الخلق
وقد ذكر ميهر بابا، «إن سعادة إدراك الله هي الهدف من كل الخلق. السعادة الحقيقية التي تأتي من خلال إدراك الله تستحق كل المعاناة الجسدية والعقلية في الكون. بعد ذلك، تكون كل المعاناة كما لو أنها لم تكن. إن سعادة إدراك الله هي ذاتية مستدامة، طازجة إلى الأبد وغير ثابتة، لا حدود لها ولا توصف. وهذه السعادة هي أن العالم قد انتشر إلى الوجود.» 
وفقا لماهر بابا، فإن هدف جميع الكائنات في الخلق، وفي الحقيقة الغرض من الخلق نفسه، هو تحقيق إدراك الله. الروح تتحقق من الله عندما تجاز التطور لأول مرة، ثم تأخذ أشكال متتابع في الخلق حتى تحقق الوعي الكامل في الشكل البشري (نهاية التطور البدني)،  ثم تمر خلال حياة إنسانية متتالية أثناء التناسخ، ثم تخترق النواتات الداخلية للوعي أثناء النغلاق إلى داخل الوعي. وعندما تتخطى النواة الداخلية، تصل الروح لإدراك هويتها الأصلية الحقيقية كالله.

## تجربة الوحدانية
إن تجربة الوحدانية مع الله، وفقا لميهر بابا، ليست هي نفس الفهم الذهني لهذه الحالة من خلال القراءة أو التأمل، بل يجب أن تكون تجربة كاملة. فالرجل الذي يقرأ، في أدب فيدانتا على سبيل المثال، أنه هو الله، ثم يقول إنه هو الله، هو في الحقيقة منافق، لأنه لا يملك هذه التجربة. بدلا من ذلك، فإن هدف الخلق هو تحقيق حالة «أنا الله» كتجربة دائمة وحقيقية. لا يمكن وصف هذه التجربة النهائية، التي نشأ فيها الكون واستمر بها باستمرار، أو تحدثت عنها، ولكن يجب العيش فيها وتجربتها بشكل بشكل مباشر. 
ووفقاً لميهر بابا، فإنه لا يمكن للفرد من إدراك الله الا على يد معلم واحد، ولكن من أجل المعرفة، التي يدعوها الصوفيون المسلمون بالـ عرفان والحكماء الهندوس بالـ جنانا، قد يكون من الضروري أن يقتربوا من أكثر من معلم واحد.

## راجع أيصا
- المعلم المثالي

## وصلات خارجية
- الله تحقيق في «الصورة الرمزية مهير بابا مختارات» في www.avatarmeherbaba.org
- الله تحقيق في «الحياة الأبدية مختارات» في www.meherbabadnyana.net
- الله تحقيق في طبعة الانترنت من الخطابات، 6th Edition, Vol.2، ص.35-41